# AQUA CiTY御台場

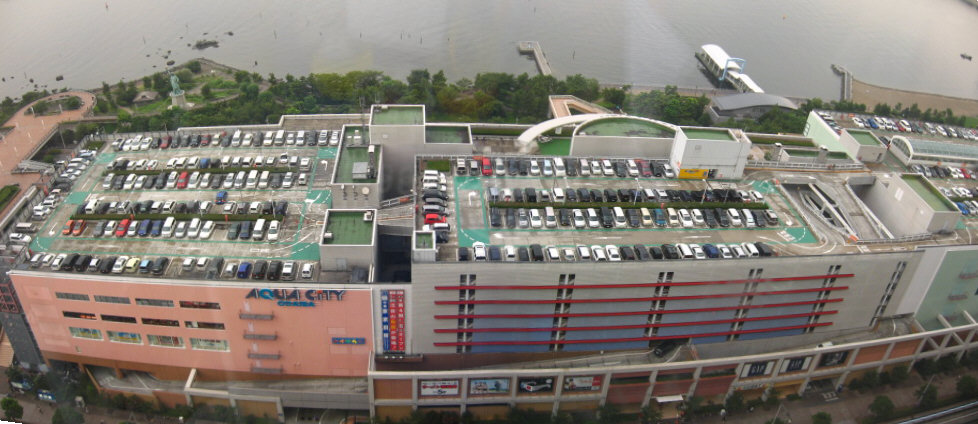
AQUA CiTY御台場建物全景

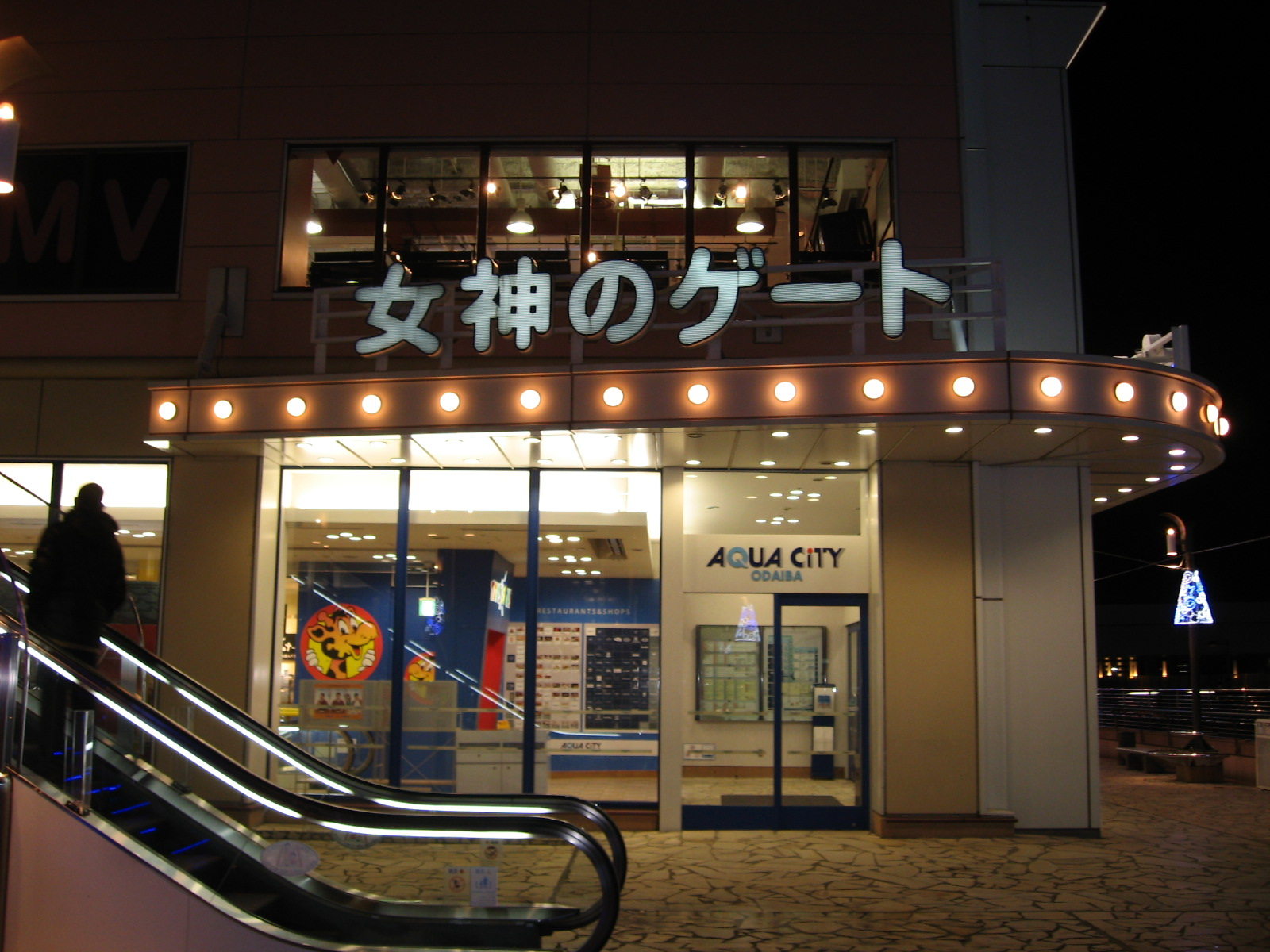
s女神之門

AQUA CiTY御台場（日语：／，英語：AQUA CiTY ODAIBA）是2000年4月開幕的日本東京都港區台場複合商業設施。

## 概要
鄰接御台場海濱公園，是東京臨海副都心代表的商業設施。由三菱地所零售管理營運，三菱地所持有100%股權。每年夏季開設JUMP SHOP。

## 交通方式
- 百合鷗號台場站步行1分
- 東京臨海高速鐵道臨海線東京電訊港站步行6分

## 沿革
- 1990年11月 - 獲選進入第1回東京電訊港（日语：東京テレポート）城。
- 1991年3月 - 成立營運公司電池城二十一（バッテリータウン二十一）。
- 1998年6月 - 動工。
- 1999年8月 - 決定設施名稱為「AQUA CiTY ODAIBA」（アクアシティお台場）。
- 2000年4月 - 建物竣工、開幕。營運公司商號變更為AQUA CITY株式會社。
- 2004年11月 - 來客數達1億人
- 2007年7月 - 營運公司商號變更為三菱地所零售管理株式會社。
- 2009年5月 - 來客數達2億人。
- 2009年12月 - 整修翻新。

## 主要租戶
- 購物商場
- AQUA CiTY美食廣場（アクアフードコート）
- 台場橫丁（お台場横丁）
- Mediage（日语：メディアージュ）（占AQUA CiTY御台場三分之一樓板面積。設有電影院「CINEMA MEDIAGE」、娛樂設施「Sony ExploraScience 」）
- 地方麵祭典（ご当地麺祭り）

## 其他
- 2007年，復出的X JAPAN在頂樓舉行活動。

## 外部連結
- AQUA CiTY御台場官方網頁 （页面存档备份，存于）
- 三菱地所零售管理株式會社（页面存档备份，存于）